# Extension delle ciglia

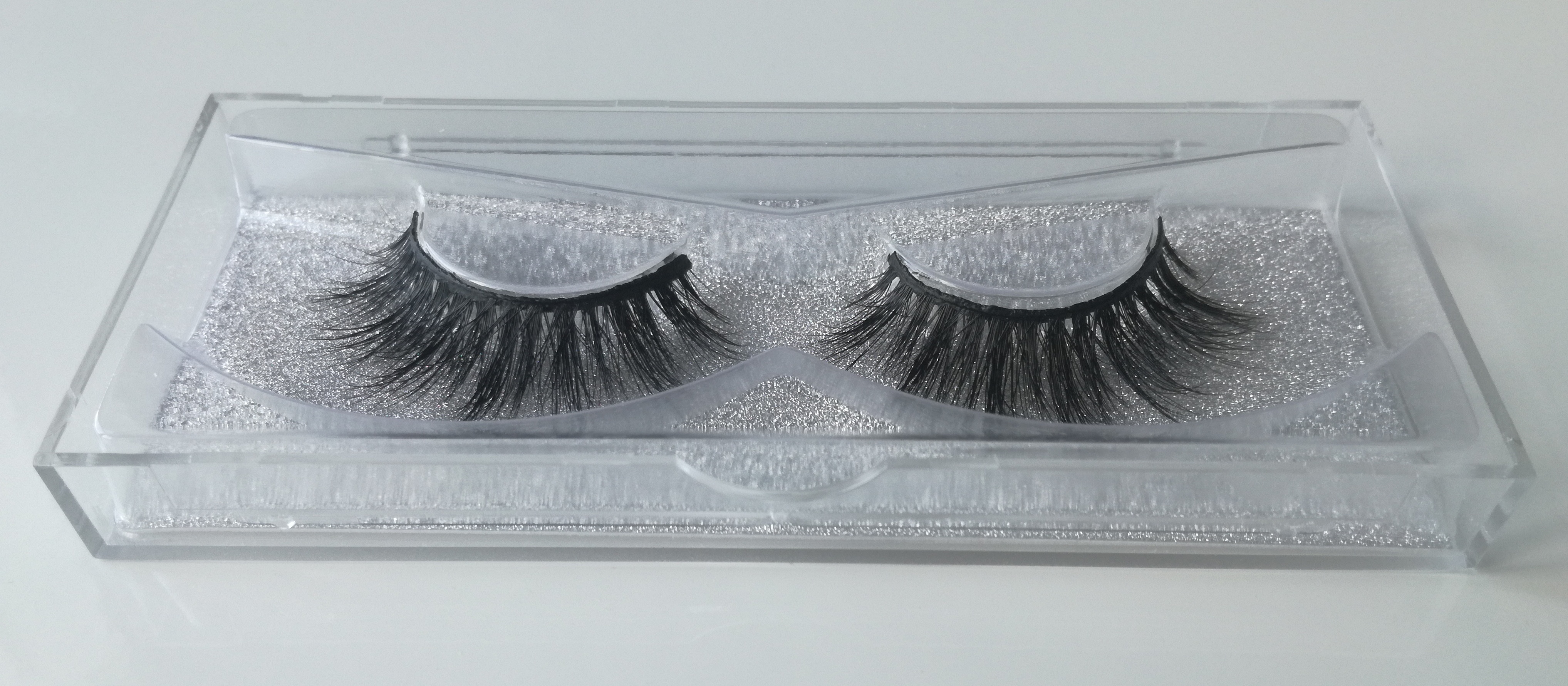
Un paio di extension delle ciglia

L’applicazione di extension delle ciglia è un trattamento estetico ideato per aumentare la lunghezza, modificare la curvatura ed aumentare il volume delle proprie ciglia naturali.

I metodi (o tecniche) di applicazione delle extension ciglia esistenti sono 2: one to one e volume.

Il primo prevede l'applicazione di una extension per ogni ciglia naturale, mentre nel secondo vengono realizzati dei ventagli (costituiti da più extension) poi applicati su ognuna delle ciglia naturali.

La (o il) professionista che realizza gli impianti di extension viene definita(o) lashmaker.

## Storia
Nel XX secolo, le prime rudimentali extension sembra furono create nel 1916 quando il famoso regista di Hollywood D.W.Griffin per il suo film “Intolerance” ebbe l’idea di presentare l’attrice protagonista Seena Owen, come la donna “dalle meravigliose ciglia che facessero splendere i suoi occhi più della vita stessa”. Le extensions furono realizzate da una creatrice di parrucche ed erano composte da capelli umani.
In seguito, l’utilizzo di extension ciglia da applicare (posticce) sulle ciglia naturali, fu oscurata con l’avvento commerciale delle tinture per ciglia, l’invenzione del mascara, pinze modellanti, piegaciglia, ed altri brevetti che si affermarono con il supporto di attrici hollywoodiane. Negli anni 60/70 quando il trucco sugli occhi era molto evidente e sovraccaricato, le ciglia posticce tornarono di moda: Realizzate con capelli naturali o materiali sintetici, erano molto richiesti dalle donne in tutti i saloni di bellezza e si applicavano a gruppi di ciglia, aderite con colla sulle palpebre.
Nel XXI secolo in Asia furono create le prime extensions come siamo abituati a conoscerle oggi. Originate in Giappone all'inizio del millennio, le extension ciglia diventarono molto popolari nel 2004 e 2005 perfezionandosi nei materiali e nella tecnica, sempre meno invasiva e aggressiva grazie al metodo one to one / volume. Parallelamente in Russia, Stati Uniti, Nord Europa si cominciarono ad affinare le tecniche

## Metodi
Esistono due metodi (o per meglio dire: due tecniche) di applicazione delle extension alle ciglia: one to one e volume.

### Tecnica one to one
È la prima metodologia nata in questo ambito, l'applicazione delle extension ciglia nasce come one to one. 

Questa tecnica prevede che ad ogni singolo ciglio venga applicata una extension tramite una colla a base di cianoacrilato, con lunghezze, spessori e curvature che variano in base a 3 fattori principali: struttura delle ciglia del cliente, forma dell'occhio ed effetto estetico desiderato.

### Tecnica volume
La tecnica volume prevede la realizzazione sul momento di ventagli (lash fan in inglese) di extension che poi vengono applicati ad ognuna delle ciglia naturali.

Il numero di extension componenti il ventaglio definisce il tipo di volume realizzato. Volumi con ventagli di 2 extension saranno 2d (d sta per dimension), se con 3 allora 3d e così via fino ad arrivare ai mega-volumi (ventagli con molte extension) che possono essere perfino dei 15d.

I volumi vengono (come dice il nome della tecnica) usati per aumentare la voluminosità delle ciglia.

A differenza del one to one i volumi aumentano il numero di ciglia presenti sull'occhio (non in senso letterale, ma in termini di effetto estetico).

I ventagli vengono realizzati, sul momento, con l'ausilio delle apposite pinzette e grazie alla manualità della (del) professionista.

Le extension usate per realizzare i volumi sono differenti da quelle del one to one: meno spesse e quindi più leggere per evitare di pesare troppo sulla ciglia.

#### Ventagli pronti
Esistono ventagli pronti (o pre-made fans), già realizzati per semplificare e velocizzare il lavoro della (del) lashmaker.

Solitamente sono usati dalle lashmaker "alle prime armi".

## Materiali Correlati
Vi sono molti materiali usati per la realizzazione di un impianto di extension: le extension stesse, la colla, i patch più tutta una serie di strumenti usati durante il trattamento (ad esempio le pinzette).

### Tipologia delle extension
Le extension moderne sono tutte realizzate in fibra sintetica.

Il tecnopolimero utilizzato per realizzare le extension ciglia è il Polibutilentereftalato, formula (C12H12O4)n, il cui acronimo è PBT.

Per definire la tipologia di extension si usano ancora i termini silk e mink; ovvero seta e visone (questi termini distinguono le due categorie di extension in base a consistenza e lucentezza) che, agli albori di questo trattamento, erano vere materie prime per la realizzazione delle extension.

### Caratteristiche delle extension
Le extension si differenziano per spessore, curvatura e lunghezza; a questa caratteristiche principali si aggiunge la possibilità di avere extension di vario colore.

#### Curvature
Le curvature più comuni per le extension sono: J, B, C e D (esistono anche altre curvature particolari come la U, la CC, la L, ed altre ancora). Hanno differenti spessori e lunghezze dagli 0,04 mm ai 0,30 mm.
- J-Curl: hanno una forma dritta simile a ciglia normali e sono utilizzate per creare un aspetto naturale.

- B-Curl: per ciglia naturali con una leggera curvatura. Hanno una curvatura media, e vengono utilizzate per ridisegnare le ciglia dritte. Le Ciglia B-Curl sono concepite per imitare la forma delle ciglia curvate con un piegaciglia.

- C-Curl: per ciglia naturali con una curvatura normale. Hanno una curvatura accentuata e flettono verso l’alto per un aspetto da bambola. Questa forma è la più popolare e utilizzata in quanto crea un aspetto fashion che è molto desiderato tra le clienti. Le ciglia C-Curl sono progettate per imitare la forma delle ciglia sottoposte a “permanente”. La C-Curl apre l’occhio con la sua virgola verso l’alto e si combina molto bene con la B Curl.

- D-Curl: per ciglia naturali con una curvatura accentuata Hanno una curvatura estremamente accentuata. Le D-Curl vengono utilizzate quando si vuole conferire una grande apertura delle ciglia e intensificare al limite lo sguardo. Con questo tipo di extension il risultato sarà portato all’eccesso. Questi quattro diversi tipi di curvatura, possono essere applicati a quasi qualsiasi tipo di ciglia naturale, correggendo ciglia rade, eccessivamente dritte o chiare e poco spesse.

#### Spessori
Gli spessori utilizzati variano in base al tipo di tecnica che si sta utilizzando (one to one o volume) ed in base allo spessore della ciglia naturale su cui vengono applicate le extension.

Gli spessori variano da 0,07 mm a 0,25 mm. Attualmente gli spessori con diametro da o, 20 mm in su vengono usati solo in ambito accademico.

#### Lunghezze
Disponibili in 16 lunghezze, da 4 millimetri a 20 millimetri. Generalmente sono utilizzate quelle tra il 30 – 50% della lunghezza delle ciglia naturali, questo assicura che le ciglia naturali siano in grado di sostenere le extension in maniera corretta. Generalmente le lunghezze più utilizzate sono tra 8 e 13. Chiaramente ciglia più lunghe possono cadere prima delle ciglia più corte e possono anche ruotare, abbassarsi o girarsi, tutto a causa dell’eccessiva lunghezza in proporzione alla naturale ciglia.

### Colla
Indispensabile per la corretta applicazione delle extensions è l’adesivo (o colla) a base di cianoacrilato (in una corretta applicazione la colla non deve venire mai a contatto comunque mai a contatto con la palpebra o in generale con la pelle).

I vari tipi di colla si differenziano principalmente per la velocità di asciugatura e le condizioni ambientali nelle quali performano al meglio (umidità, temperatura).

#### Remover
Per eliminare le extensions già applicate in un precedente impianto o per rimediare ad un'applicazione sbagliata si usa il remover che agisce da solvente sulla colla.

#### Primer
Concepito per la pulizia delle ciglia prima dell’applicazione delle extensions, il primer toglie ogni residuo di trucco ma soprattutto sgrassa le ciglia naturali per permettere alla cola di aderire correttamente sulla ciglia.

#### Microbrush
Per la corretta applicazione di Primer e Remover si consigliano i microbrush, pennellini con testa in microfibra che evitano il gocciolamento.

#### Altri accessori
Infine ricordiamo l’uso di pietre giada piatte o degli anellini accessori in plastica da indossare sulle dita dove versare la colla e per facilitare il prelevamento e a migliorare la qualità di esecuzione.

### Patch
Per separare e isolare le ciglia superiori (bloccando invece le inferiori)  si usano i 'patch morbidi adesivi sagomati con o senza gel lenitivo.

I patch servono anche a proteggere la pelle del contorno occhi (vengono applicati sotto l'occhio).

### Pinzette
Indispensabili sono anche le varie pinzette concepite per separare e applicare le extensions. Generalmente le più usate sono quelle a punta curva utili a prelevare il nuovo ciglio dalla striscia e quelle a punta dritta utilizzate per aprire ed isolare le ciglia naturali su cui intervenire.

### Brush
Per concludere, largo uso è affidato ai brush o pettinini usati per pettinare le extension.

Vengono usati anche post trattamento dalla cliente.

## Durata del Trattamento
La durata di un impianto di extension ciglia varia principalmente in base al ciclo vitale della ciglia (che è individuale).

Dopo il primo impianto l’effetto uniforme delle extensions è garantito per circa 3 / 4 settimane. Con la ciclica caduta delle nostre ciglia si perdono anche le ciglia sintetiche applicate e potrebbe notarsi una asimmetria o il crearsi di piccoli vuoti. Per garantire quindi un aspetto uniforme delle extensions si consigliano delle sedute di riempimento (detto anche ritocco o refill) ogni 3-4 settimane. 
Altri fattori possono incidere e far variare la durata delle extensions quali medicinali assunti, caratteristiche ormonali, errori nell’utilizzo di alcuni cosmetici a base oleosa, l’azione di sfregatura involontaria sull’occhio, ecc. Le extensions mal eseguite possono fare male alle ciglia vere e farle cadere più velocemente. Si parla sempre di appesantire le ciglia, ma si può realizzare un trattamento di extensions ed ottenere l’effetto desiderato senza appesantire le ciglia e quindi senza farle cadere rovinandole.
Per ovviare maggiormente a questo rischio è possibile usare metodi di applicazione che tengano conto della leggerezza della nuova ciglia da applicare ed anche usare metodi avanzati e nuove tecniche. Fondamentale è anche l’uso di prodotti certificati e totalmente anallergici.

## Differenze tra Extension e altri metodi di allungamento ciglia
Le extension ciglia per definizione sono quelle applicate con apposita colla (e ciglio per ciglio) da una (un) lashmaker.

Le altre tipologie di applicazioni riguardano il make up "fai da te". Di seguito alcune di queste tecniche.

### Extension ciglia intere con adesivo
Molto diffuse commercialmente e semplici da indossare. La produzione di ciglia finte con adesivo (o stripe). L’aspetto risulta molto artificiale, il risultato è molto diverso da quello di una effettiva applicazione di extension ciglia.

### Extension ciglia magnetiche
Le extension ciglia magnetiche tesso concetto delle ciglia con striscia adesiva ma utilizzano dei piccoli magneti per rimanere aggrappate alle ciglia naturalia

### Extension ciglia a ciuffetti
Abbastanza veloci da applicare e di vari tipi e lunghezze. Le ciglia finte a mazzetto possono essere auto-applicate da sé stessi utilizzando uno specchio e un po’ di pazienza.

Sia le ciglia finte a striscia che a ciuffetti hanno molti inconvenienti nell’applicazione poiché, attaccandosi fra più ciglia insieme, possono “tirare” e danneggiare con il tempo le proprie ciglia fino a farle cadere.

## Controindicazioni
L’applicazione Extension ciglia una ad una ha il grande vantaggio di rispettare il ciclo di vita naturale delle ciglia non ostacolandone la crescita. 

Un corretto trattamento di Extension ciglia non incide sulla regolare e sana crescita delle ciglia. Per evitare controindicazionie lasciare che la nuova ciglia cresca sana e forte durante e dopo il trattamento, è prioritario che l’applicazione sia eseguita tenendo conto dei seguenti fattori:
- La nuova extension applicata sia leggera, ossia di spessore adeguato rispetto alla struttura della ciglia naturale.

- La ciglia applicata sia ancorata alla giusta distanza dalla palpebra (non a contatto con la pelle).

- La ciglia applicata sia calcolata e di lunghezza proporzionata alla forma e al tipo di ciglia naturali.

- Applicare una Colla adesiva testata, non aggressiva e di lunga durata.

- Non appiccicare anche solo 2 ciglia insieme, durante il trattamento.